# バンプ・ウィルス
バンプ・ウィルス（英語: Bump Wills、本名：エリオット・テイラー・ウィルス（Elliot Taylor Wills）、1952年7月27日 - ）は、アメリカ合衆国・ワシントンD.C.出身の元プロ野球選手（内野手）。
阪急ブレーブスでの登録名は「バンプ」。幼少期にいたずらっ子だったことから父親のモーリー・ウィルスが「バンプ」と名付けた。

## 経歴
1975年の二次ドラフト1巡目（全体の6番目）でテキサス・レンジャーズに指名されて契約。
父親譲りの快足で、メジャーデビューした1977年から1981年までレギュラーとして活躍し、1977年には新人ながら152試合に出場して打率.287、9本塁打、62打点、28盗塁を記録。同年8月27日にはトビー・ハラーとメジャー史上初（現時点で唯一）の二者連続ランニングホームランを記録。
1978年には157試合に出場し、自己最多の52盗塁を記録。1980年には父モーリーが同じ地区（アメリカンリーグ西地区）のシアトル・マリナーズの監督に就任し、メジャーで監督の父親と他球団の選手として対戦したメジャー最初の選手となった。
1982年にシカゴ・カブスに移籍。トラディッショナル・オープナー（一番早い開幕戦）の対シンシナティ・レッズ戦で1番に起用され、初回先頭打者として2球目に本塁打を打った。この年も128試合に出場したが、のちにアメリカ野球殿堂入りするライン・サンドバーグの二塁コンバートで構想から漏れた。
1983年に日本プロ野球（NPB）の阪急ブレーブスに年俸1億円、4年契約で入団した。 NPBでの登録名は、MLB時代の愛称「バンプ」。MLB通算196盗塁の俊足と堅実な二塁守備を買われ、「1番・福本豊、2番・ウィルス」の俊足コンビを期待された。この年の春季キャンプ中はホームランを連発したため、当時としてはブーマー・ウェルズよりも長打力を評価されていたという話もある。しかし入団後は、NPBになじめず、また元MLB選手としてのプライドをひけらかす態度をたびたび見せて、上田利治監督ら首脳陣やナインから不評を買う。打撃不振に陥った際にコーチから助言を受けても一切耳を貸さなかった。試合中のプレーで手を抜いた態度が見られるようになり、同僚選手から非難されても「日本の試合は長すぎる。これでは持続できない。」と公然と反論した。
1984年も阪急でプレーしたが、1月の自主トレの段階で、上田監督はバンプに対し厳しい姿勢で臨む方針を明らかにした。しかし、バンプは高知キャンプの2月7日に、首脳陣に無断で練習を早退して宿舎に戻るという行動を起こし、早くも首脳陣の怒りを買った。この時はバンプが上田に謝罪したが、オープン戦終盤の3月28日の大洋戦で右肘に死球を受け開幕絶望となっても、上田監督は「代役は福原（峰夫）」と語り、バンプを既に見放しつつあった。バンプは4月13日の西武戦から出場したが、打順は下位の7番であり、シーズンに入っても打率2割3分台の打撃不振に喘いだ。
そして、5月9日の日本ハム戦にて、首脳陣の指示を無視した打撃をして、上田との亀裂は決定的なものになる。8回表一死無走者の場面で打席に立ち、カウント「0-2」となったところでベンチから「待て」のサインが出たが、バンプはこれを無視して打って出て、二塁ゴロで凡退した。ベンチに戻ると上田から「サイン無視だ」と問い詰められると、「アメリカでは0-2のカウントからウェートはあり得ない」と答えた。激怒した上田は試合後、バンプの二軍落ちを決めたが、フロントからバンプとの契約を盾に拒否されたため、抗議のため10日の日本ハム戦の指揮権を放棄した。
11日、バンプはフロントから「監督に反抗的な態度を取った」として罰金10万円を課され、試合前にはフロント幹部と交えて話し合い、上田に謝罪した。同日の南海戦より上田は再び指揮を執り、バンプも6番・指名打者で復帰した。バンプはその後も出場を続けたが、8月4日のロッテ戦を最後に帰国。チームはリーグ優勝したが、日本シリーズの登録メンバーからも外された。1984年に三冠王を獲得してMVPにも選ばれ、その後も日本で活躍したブーマーとは対照的に、同年限りで退団した。福本豊によると、上田から2軍行きを命じられたが従わず、球団は年俸の残り2年分の半額を支払う条件を出して退団に同意させたという。
当時通訳を務めていたロベルト・バルボンは、「20年間通訳やったけど、バンプだけや、日本の野球が好きじゃなかったのは。いつも帰りたいと言ってケンカし、ブーマーに止められてた。」と話している一方、「84年の日本シリーズ、ウチは負けたけど、あの時、バンプがおったら勝ってた思うわ。3、4回セカンドが絡むプレーでゲッツーができんかった。バンプがシーズン途中で帰ってしもうたからおらんかったんやけど、おったらゲッツーできてたいうのがあった。そうなったら阪急が勝ってたんやないかな。僕もセカンドやったからようわかるけど、バンプはどっからでも、どんな体勢からでも投げられた。」と二塁手としての守備力の高さを評価している。

## 詳細情報

### 年度別打撃成績
| 年 度    | 球 団    | 試 合 | 打 席 | 打 数 | 得 点 | 安 打 | 二 塁 打 | 三 塁 打 | 本 塁 打 | 塁 打 | 打 点 | 盗 塁 | 盗 塁 死 | 犠 打 | 犠 飛 | 四 球 | 敬 遠 | 死 球 | 三 振 | 併 殺 打 | 打 率 | 出 塁 率 | 長 打 率 | O P S |
| -------- | -------- | ----- | ----- | ----- | ----- | ----- | -------- | -------- | -------- | ----- | ----- | ----- | -------- | ----- | ----- | ----- | ----- | ----- | ----- | -------- | ----- | -------- | -------- | ----- |
| 1977     | TEX      | 152   | 617   | 541   | 87    | 155   | 28       | 6        | 9        | 222   | 62    | 28    | 12       | 7     | 4     | 65    | 7     | 0     | 96    | 10       | .287  | .361     | .410     | .771  |
| 1978     | TEX      | 157   | 619   | 539   | 78    | 135   | 17       | 4        | 9        | 187   | 57    | 52    | 14       | 9     | 4     | 63    | 3     | 4     | 91    | 11       | .250  | .331     | .347     | .678  |
| 1979     | TEX      | 146   | 617   | 543   | 90    | 148   | 21       | 3        | 5        | 190   | 46    | 35    | 11       | 14    | 3     | 53    | 4     | 4     | 58    | 12       | .273  | .340     | .350     | .690  |
| 1980     | TEX      | 146   | 655   | 578   | 102   | 152   | 31       | 5        | 5        | 208   | 58    | 34    | 9        | 15    | 8     | 51    | 1     | 3     | 71    | 8        | .263  | .322     | .360     | .682  |
| 1981     | TEX      | 102   | 454   | 410   | 51    | 103   | 13       | 2        | 2        | 126   | 41    | 12    | 9        | 6     | 5     | 32    | 2     | 1     | 49    | 8        | .251  | .304     | .307     | .611  |
| 1982     | CHC      | 128   | 477   | 419   | 64    | 114   | 18       | 4        | 6        | 158   | 38    | 35    | 10       | 2     | 5     | 46    | 3     | 5     | 76    | 4        | .272  | .347     | .377     | .724  |
| 1983     | 阪急     | 125   | 484   | 426   | 52    | 116   | 27       | 4        | 12       | 187   | 57    | 20    | 12       | 1     | 4     | 40    | 3     | 13    | 59    | 13       | .272  | .350     | .439     | .789  |
| 1984     | 阪急     | 78    | 247   | 207   | 24    | 48    | 8        | 1        | 4        | 70    | 24    | 2     | 1        | 2     | 2     | 31    | 1     | 5     | 40    | 5        | .232  | .343     | .338     | .681  |
| MLB：6年 | MLB：6年 | 831   | 3439  | 3030  | 472   | 807   | 128      | 24       | 36       | 1091  | 302   | 196   | 65       | 53    | 29    | 310   | 20    | 17    | 441   | 53       | .266  | .335     | .360     | .695  |
| NPB：2年 | NPB：2年 | 203   | 731   | 633   | 76    | 164   | 35       | 5        | 16       | 257   | 81    | 22    | 13       | 3     | 6     | 71    | 4     | 18    | 99    | 18       | .259  | .348     | .406     | .754  |

### 記録
MLB
- 初出場・初先発出場：1977年4月7日、対ボルチモア・オリオールズ1回戦（メモリアル・スタジアム）、2番・二塁手で先発出場
- 初安打・初打点：同上、10回表にジム・パーマーから勝ち越し中前適時打
- 初盗塁：1977年4月10日、対ボルチモア・オリオールズ3回戦（メモリアル・スタジアム）、1回表2死から本盗（投手：ロス・グリムズリー、捕手：リック・デンプシー）
- 初本塁打：1977年5月3日、対デトロイト・タイガース1回戦（タイガー・スタジアム）、9回表にボブ・サイクスから右越2ラン

NPB
- 初出場・初先発出場：1983年4月9日、対日本ハムファイターズ1回戦（後楽園球場）、2番・二塁手で先発出場
- 初打席・初安打：同上、1回表に工藤幹夫から中前打
- 初本塁打：1983年4月29日、対近鉄バファローズ4回戦（阪急西宮球場）、7回裏に谷宏明からソロ

### 背番号
- 1 （1977年 - 1981年）
- 17 （1982年）
- 6 （1983年 - 1984年）